# Doing It
Singles par Charli XCX
Break the Rules
(2014) Drop That Kitty (en)
(2015)
Singles par Rita Ora
Black Widow
(2014) New York Raining (en)
(2015)
Doing It est une chanson de l'auteure-compositrice-interprète britannique Charli XCX extraite de son premier album studio Sucker. Une nouvelle version featuring Rita Ora sort comme single le 12 janvier 2015.

## Historique
La chanson Doing It est issue de l'album Sucker sorti aux États-Unis en décembre 2014. Le mois suivant, Charli XCX annonce que la sortie européenne de l'album est repoussée au 16 février 2015 en raison de la sortie d'une nouvelle version de Doing It featuring Rita Ora. Ce remix sort le 12 janvier 2015. Un autre remix de la chanson, produit par A. G. Cook, sort le même mois.

## Clip vidéo
Parmi ses inspirations pour le clip vidéo de Doing It, Charli XCX cite la poupée Barbie, les strip clubs de Floride, la mode des années 1970, le photographe David LaChapelle ainsi que les films Thelma et Louise et Tueurs nés. Le clip est réalisé par Adam Powell.

## Classements et certifications
| Classement (2015)                              | Meilleure position |
| ---------------------------------------------- | ------------------ |
| Australie (ARIA)                               | 68                 |
| Belgique (Flandre Ultratip Bubbling Under 100) | 60                 |
| Belgique (Wallonie Ultratip Bubbling Under 50) | 23                 |
| Écosse (OCC)                                   | 7                  |
| Europe (Euro Digital Song Sales)               | 11                 |
| France (SNEP)                                  | 165                |
| Irlande (IRMA)                                 | 23                 |
| Royaume-Uni (UK Singles Chart)                 | 8                  |
| Slovaquie (IFPI Rádio)                         | 34                 |
| Tchéquie (IFPI Rádio)                          | 62                 |

| Région | Certification | Ventes/Streams |
| --- | ------------- | -------------- |
| Royaume-Uni (BPI) | Argent        | 200 000‡       |
| *Ventes selon la certification ^Mise en rayon selon la certification xNon précisé par la certification ‡ventes/streaming selon la certification |               |                |